# Démographie de la Franche-Comté
La démographie de la Franche-Comté est l'ensemble des données et études concernant la population de la Franche-Comté à toutes les époques. Ces données sont notamment calculées par l'Institut national de la statistique et des études économiques (Insee).
Au 1er janvier 2022, la Franche-Comté compte 1 181 069 habitants.

## Évolution démographique
| 1801    | 1851      | 1872    | 1876    | 1886    | 1901    |
| ------- | --------- | ------- | ------- | ------- | ------- |
| 842 680 | 1 015 505 | 938 754 | 960 833 | 962 967 | 919 387 |

| 1906    | 1911    | 1921    | 1926    | 1931    | 1936    |
| ------- | ------- | ------- | ------- | ------- | ------- |
| 915 474 | 911 640 | 837 040 | 850 183 | 853 269 | 837 935 |

| 1946    | 1954    | 1962    | 1968    | 1975      | 1982      |
| ------- | ------- | ------- | ------- | --------- | --------- |
| 804 219 | 856 119 | 928 374 | 992 545 | 1 060 317 | 1 084 049 |

| 1990      | 1999      | 2006      | 2007      | 2008      | 2009      |
| --------- | --------- | --------- | --------- | --------- | --------- |
| 1 097 276 | 1 117 257 | 1 150 624 | 1 158 652 | 1 163 931 | 1 168 208 |

| 2010      | 2015      | 2022      | - | - | - |
| --------- | --------- | --------- | - | - | - |
| 1 171 763 | 1 179 735 | 1 181 069 | - | - | - |

Au début du XIXe siècle la Franche-Comté était principalement rurale. Le département le plus peuplé était le Jura avec 290 300 habitants suivi de la Haute-Saône avec 284 400 habitants, du Doubs avec 230 250 habitants et enfin du futur Territoire de Belfort avec 37 750 habitants.
En presque deux siècles, entre 1801 et 1999 la population franc-comtoise a augmenté de 274 400 habitants, soit un accroissement de 32 % seulement alors que la population française progressait de 82 % pendant ce même intervalle. Les équilibres démographiques au sein de la région ont été bouleversés.
Globalement d'une phase de croissance avant 1851 on passe à une phase de déclin démographique jusqu'en 1946, qui constitue le point bas. Après le baby-boom qui s'observe jusqu'en 1975 la population croît de façon modérée jusque dans les années 1990. La progression est plus marquée depuis 1999 mais reste toutefois très inférieure à la progression moyenne nationale.
Jusqu'en 1851 la croissance de la population est à peu près identique dans les quatre départements bien qu'un épisode de famine marque la Haute-Saône en 1817. Vers le milieu du XIXe siècle la crise économique et agricole entame le déclin démographique et une phase d'émigration pour les Francs-Comtois. La métallurgie franc-comtoise rate le passage au coke. Une grave épidémie de choléra traverse la région en 1853-1854. C'est en réaction qu'un effort sera fait à partir de cette époque sur les équipements publics en fontaines et lavoirs. La guerre de 1870 provoque une nouvelle chute de la population suivie d'une courte embellie.  
Dès la fin du XIXe siècle, la population recommence à baisser et les évolutions sont très différentes dans les quatre départements comtois. Le Territoire de Belfort se renforce avec une forte immigration d'Alsaciens à la suite du passage de l'Alsace et de la Lorraine sous le contrôle de l'Allemagne. Le développement industriel conditionnera ensuite la croissance démographique. Les départements les plus ruraux comme la Haute-Saône et le Jura perdent des habitants, Le Doubs maintient sa population. La croissance démographique reprend à partir de 1946 et profite essentiellement aux zones urbaines du Doubs et du Territoire de Belfort.
Sur la période de 1990 à 1999, le déficit migratoire comme l'excédent naturel réduit par rapport aux années 1980.
La période récente montre un accroissement de la croissance démographique en Franche-Comté 0,37 % par an entre 1999 et 2006 mais qui est encore loin de la croissance moyenne de la population observée en France métropolitaine 0,64 % par an sur cette même période.

### Évolution par département
| Année | Population au 1er janvier | Population au 1er janvier | Population au 1er janvier | Population au 1er janvier | Population au 1er janvier |
| Année | Doubs                     | Jura                      | Haute-Saône               | Territoire de Belfort     | Franche-Comté             |
| ----- | ------------------------- | ------------------------- | ------------------------- | ------------------------- | ------------------------- |
| 1872  | 291 251                   | 287 634                   | 303 088                   | 56 781                    | 938 754                   |
| 1901  | 298 864                   | 261 288                   | 266 605                   | 92 304                    | 919 061                   |
| 1911  | 299 935                   | 252 713                   | 257 606                   | 101 386                   | 911 640                   |
| 1921  | 285 022                   | 229 062                   | 228 348                   | 94 338                    | 836 770                   |
| 1931  | 305 500                   | 229 109                   | 219 257                   | 99 403                    | 853 269                   |
| 1946  | 298 255                   | 216 386                   | 202 573                   | 86 648                    | 803 862                   |
| 1954  | 327 187                   | 220 202                   | 209 303                   | 99 427                    | 856 119                   |
| 1962  | 384 881                   | 225 682                   | 208 440                   | 109 371                   | 928 374                   |
| 1968  | 426 458                   | 233 547                   | 214 176                   | 118 450                   | 992 631                   |
| 1975  | 471 082                   | 238 856                   | 222 254                   | 128 125                   | 1 060 317                 |
| 1982  | 477 163                   | 242 925                   | 231 962                   | 131 999                   | 1 084 049                 |
| 1990  | 484 770                   | 248 759                   | 229 650                   | 134 097                   | 1 097 276                 |
| 1999  | 499 062                   | 250 857                   | 229 732                   | 137 408                   | 1 117 059                 |
| 2006  | 516 157                   | 257 399                   | 235 867                   | 141 201                   | 1 150 624                 |
| 2007  | 520 133                   | 258 897                   | 237 197                   | 142 444                   | 1 158 671                 |
| 2008  | 522 685                   | 260 740                   | 238 548                   | 141 958                   | 1 163 931                 |
| 2009  | 525 276                   | 261 277                   | 239 194                   | 142 461                   | 1 168 208                 |
| 2010  | 527 770                   | 261 534                   | 239 548                   | 142 911                   | 1 171 763                 |
| 2012  | 531 062                   | 260 932                   | 239 750                   | 143 940                   | 1 175 684                 |
| 2015  | 536 959                   | 260 587                   | 237 706                   | 144 483                   | 1 179 735                 |
| 2016  | 538 549                   | 260 517                   | 237 242                   | 144 089                   | 1 180 397                 |
| 2019  | 543 974                   | 259 199                   | 235 313                   | 141 318                   | 1 179 804                 |
| 2020  | 545 209                   | 258 798                   | 234 601                   | 140 120                   | 1 178 728                 |
| Année | Doubs                     | Jura                      | Haute-Saône               | Territoire de Belfort     | Franche-Comté             |

## Répartition de la population
Le premier pôle démographique de Franche-Comté est sa partie nord-est, celle de l'aire urbaine Belfort - Montbéliard - Héricourt - Delle qui compte plus de 307 000 habitants. Le second pôle urbain est celui de Besançon au centre de la Franche-Comté et capitale régionale. Son bassin démographique compte 250 000 habitants.
Arrivent en troisième position des bassins démographiques de taille équivalente, il s'agit de Dole, Vesoul, Lons-le-Saunier et Pontarlier (entre 65 000 et 30 000 habitants).
Il existe encore d'autres bassins, mais ceux-ci sont trop petits pour être cités en tant que grands bassins démographiques.
| Aire urbaine | Population 2011 | Population 2016 | Évolution 2011-2016 (en %) |
| ------------ | --------------- | --------------- | -------------------------- |
| Besançon     | 245 045         | 251 293         | + 2,5                      |
| Montbéliard  | 162 807         | 160 121         | - 1,6                      |
| Pontarlier   | 30 674          | 31 305          | + 2,1                      |

| Aire urbaine    | Population 2011 | Population 2016 | Évolution 2011-2016 (en %) |
| --------------- | --------------- | --------------- | -------------------------- |
| Dole            | 65 327          | 65 688          | + 0,5                      |
| Lons-le-Saunier | 58 229          | 58 645          | + 0,7                      |
| Champagnole     | 14 430          | 14 246          | - 1,3                      |
| Saint-Claude    | 12 099          | 10 955          | - 9,4                      |

| Aire urbaine      | Population 2010 | Population 2015 | Évolution 2010-2015 (en %) |
| ----------------- | --------------- | --------------- | -------------------------- |
| Vesoul            | 59 333          | 59 262          | - 0,1                      |
| Gray              | 18 199          | 17 295          | - 5,0                      |
| Lure              | 12 086          | 12 251          | + 1,4                      |
| Luxeuil-les-Bains | 15 426          | 14 652          | - 5,0                      |

| Aire urbaine | Population 2011 | Population 2016 | Évolution 2011-2016 (en %) |
| ------------ | --------------- | --------------- | -------------------------- |
| Belfort      | 113 507         | 114 117         | + 0,5                      |
| Delle        | 10 222          | 10 022          | - 2,0                      |

## Immigration

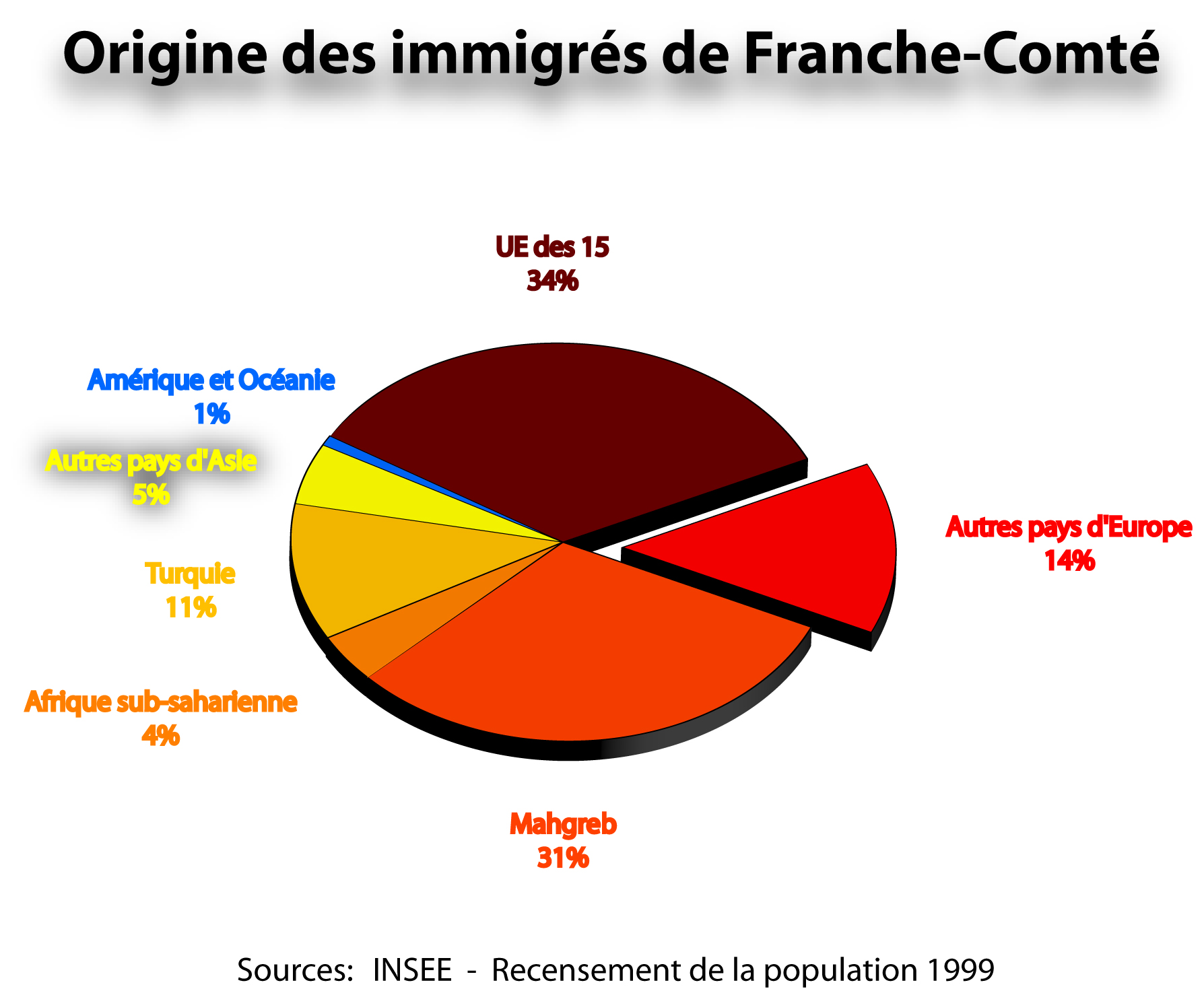
Origine des immigrés de Franche-Comté.

En 2007, la Franche-Comté comptait 75 350 immigrés dont 43 % étaient français par acquisition. 5,9 % de la population franc-comtoise est immigrée contre 7,4 % au niveau national ce qui, en dépit de son statut de région frontalière, en fait une région d'immigration moyenne. Bien que la part des immigrés soit stable depuis 1975 dans la métropole, elle a diminué de 1,4 point dans la région. Bien que le Territoire de Belfort soit le moins peuplé, il reste néanmoins le seul où la moyenne d'immigrés est comparable à celle de la France. Les immigrés sont surtout présents dans les grandes villes telles Besançon, Saint-Claude, Belfort et Montbéliard.
Les 5 pays d'origine les plus représentés sont le Maroc (15,7 %), l'Algérie (14,1 %), le Portugal (13,9 %), l'Italie (12 %) et la Turquie (10,6 %). Ils représentent à eux seuls près des 2/3 des immigrés franc-comtois. On décèle aussi une importante proportion d'immigrés originaires de l'ex-Yougoslavie : 4,8 % alors qu'ils ne sont que 1,7 % au niveau national.
Les premières vagues d'immigration, début du XXe siècle, sont d'origine européenne : les Italiens seraient les premiers à arriver dans la région dès les années 1920, puis arrivent les Polonais (notamment dans le bassin minier de Ronchamp). Les Portugais sont arrivés plus tardivement, dès la fin des années 1950 seulement, mais leur nombre augmente nettement jusqu'aux années 1970. Les Maghrébins sont arrivés à la fin de la Seconde Guerre mondiale, groupe composé quasiment que d'Algériens ; les Marocains n'arrivent qu'en petit nombre, et cela jusqu'en 1969. Cette année-la on enregistre en effet plus d'arrivées marocaines que d'algériennes. L'immigration maghrébine n'a ensuite cessé de diminuer. Les Turcs ont maintenu leurs arrivées soutenues des années 1970 jusqu'au début des années 1980.
Entre 1975 et 1999, la population immigrée a diminué de 14 % alors que la population franc-comtoise progressait de 5,7 %. Ainsi, le nombre d'immigrés est de 5,9 %, alors qu'il était de 7,3 % avant.

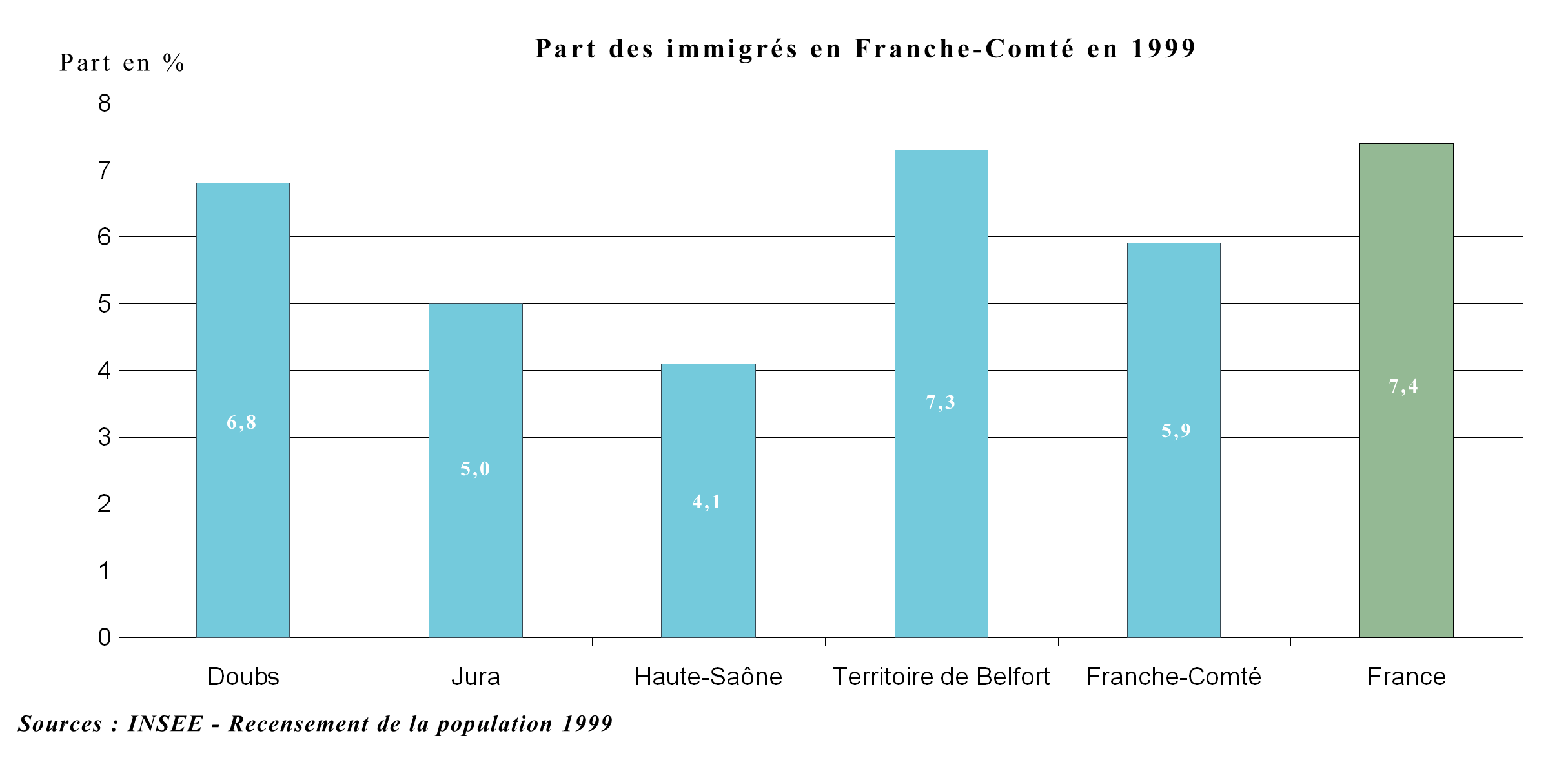
Part des immigrés à travers les quatre départements de Franche-Comté.

## Sources
- Deux siècles d'évolution démographique en Franche-Comté (1801-1999), Insee Franche-Comté, juin 2001
- 1 146 000 Franc-Comtois : La périurbanisation se renforce, Insee Franche-Comté, L'essentiel n°93, décembre 2006.